# Подлесные Чурачики
Подле́сные Чура́чики (чув. Вӑрманхӗрри Чурачӑк) — деревня в Комсомольском районе Чувашской Республики. Входит в состав Сюрбей-Токаевского сельского поселения.

## География
Находится в юго-восточной части Чувашии, на расстоянии приблизительно 8 км на запад-юго-запад по прямой от районного центра села Комсомольское.

## История
Основана во второй половине XVII века переселенцами из деревни Чурачики (ныне село Чурачики Цивильского района). В 1748 году здесь было учтено 26 дворов и 38 человек. В 1795 году было учтено 30 дворов и 191 житель, в 1859 — 42 двора и 259 жителей, в 1897 — 89 дворов и 494 жителя, в 1926—133 двора и 693 жителя, в 1939—875 жителей, в 1979—645. В 2002 году было 152 двора, в 2010—143 домохозяйства. В 1933 году образован колхоз «Светлый путь», в 2010 действовал СХПК «Восток».

## Население
Постоянное население составляло 460 человек (чуваши 99 %) в 2002 году, 465 в 2010.